# Rhinos Cherepovets 2022
Questa voce raccoglie le informazioni riguardanti i Rhinos Cherepovets nelle competizioni ufficiali della stagione 2022.

## EESL Vtoraja Liga 2022

### Stagione regolare
| Mosca 14 maggio 2022 2ª giornata | Sechenov Phoenix 2 | 18 – 0 referto | Rhinos Cherepovets | Stadion Burevetnik |

| Čerepovec 28 maggio 2022, ore 13:00 MSK 3ª giornata | Rhinos Cherepovets | 6 – 38 referto | Sankt Petersburg MČS University Team | Stadion Metallurg |

| Korolëv 11 giugno 2022, ore 15:00 MSK 4ª giornata | Moscow Spartans 2 | 40 – 42 (8-0 8-20 8-16 16-6) referto | Rhinos Cherepovets | Stadion Čajka |

| Čerepovec 25 giugno 2022, ore 14:00 MSK 5ª giornata | Rhinos Cherepovets | 14 – 36 referto | Sechenov Phoenix 2 | Stadion Metallurg |

| Čerepovec 9 luglio 2022, ore 17:30 MSK 6ª giornata | Rhinos Cherepovets | 16 – 22 (0-0 0-14 0-0 16-8) referto | Moscow Spartans 2 | Stadion Metallurg |

| San Pietroburgo 23 luglio 2022, ore 15:00 MSK 7ª giornata | Sankt Petersburg MČS University Team | 20 – 12 referto | Rhinos Cherepovets | Stadion Zvezda |

## Statistiche di squadra
| Competizione      | %Vittorie | In casa | In casa | In casa | In casa | In casa | In casa | In trasferta | In trasferta | In trasferta | In trasferta | In trasferta | In trasferta | Totale | Totale | Totale | Totale | Totale | Totale |
| Competizione      | %Vittorie | G       | V       | N       | P       | Pf      | Ps      | G            | V            | N            | P            | Pf           | Ps           | G      | V      | N      | P      | Pf     | Ps     |
| ----------------- | --------- | ------- | ------- | ------- | ------- | ------- | ------- | ------------ | ------------ | ------------ | ------------ | ------------ | ------------ | ------ | ------ | ------ | ------ | ------ | ------ |
| Stagione regolare | .167      | 3       | 0       | 0       | 3       | 36      | 96      | 3            | 1            | 0            | 2            | 54           | 78           | 6      | 1      | 0      | 5      | 90     | 174    |
| Totale            | .167      | 3       | 0       | 0       | 3       | 36      | 96      | 3            | 1            | 0            | 2            | 54           | 78           | 6      | 1      | 0      | 5      | 90     | 174    |